# Xenophrys aceras
Xenophrys aceras är en groddjursart som först beskrevs av George Albert Boulenger 1903.  Xenophrys aceras ingår i släktet Xenophrys och familjen Megophryidae. IUCN kategoriserar arten globalt som livskraftig. Inga underarter finns listade i Catalogue of Life.